# Гостиний ряд (Херсон)
Гостиний двір (інші назви: Гостиний ряд, Гостиний дім) у Херсоні збудований у XVIII столітті та знесений в 1960-ті роки.
Найраніша згадка датується 1799 роком у книзі російського чиновника Павла Сумарокова.
```
«Грецький форштадт… має багато хороших будівель... На ньому три церкви: Російська, Грецька и Католицька, великий гостиний двір, кілька інших лавок і два великих іноземних трактира».
```

Гостиний ряд зображений одній з перших фотографій Херсона 1863 року..
В 1890 р. двоповерхова будівля Гостиного двору з магазинами і трактирами розташовувалася біля Грецького базару, що напроти сучасного готелю «1 Травня»..
24 червня 1964 року розпорядженням Ради міністрів Української РСР Гостиний дім виключили із списку пам'ятників архітектури Української РСР.
```
Враховуючи незначну історичну і художню цінність та аварійний стан гостинного дому XVIII ст. по вул. Пограничній N32, в м.Херсоні, прийняти пропозицію Херсонського промислового облвиконкому, погоджену з Держбудом УРСР, про виключення зазначеного будинку із списку пам'ятників архітектури Української РСР, затвердженого постановою Ради Міністрів УРСР від 24 серпня 1963 р. N970.
```

Після цього Гостиний ряд був знесений і на його місці було збудовано два багатоквартирних житлових будинки.